# 奧本 (喬治亞州)
奧本（英語：Auburn）是一個位於美国喬治亞州巴羅縣與格威內特縣的城市。

## 地理
奧本的座標為34°01′00″N 83°49′55″W / 34.01667°N 83.83194°W，而該地的平均海拔高度為320米（即1050英尺）。

## 人口
根據2010年美國人口普查的數據，奧本的面積為16.80平方千米，當中陸地面積為16.70平方千米，而水域面積為0.10平方千米。當地共有人口6887人，而人口密度為每平方千米409人。